# نمونه‌برداری (موسیقی)

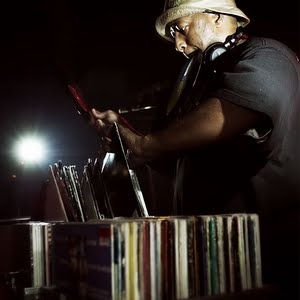
دی‌جی پریمیر، تهیه‌کننده هیپ‌هاپ در حال گشتن در کلکسیون صفحه‌های وینیل خود برای نمونه‌برداری از صداها است.

نمونه‌برداری (انگلیسی: Sampling) برداشتن یک نمونهٔ صوتی یا بخشی از یک قطعهٔ ضبط‌شده و به‌کارگیری مجدد آن در اثری دیگر را نمونه‌برداری می‌گویند.